# Baskerville (police de caractères)
Pour les articles homonymes, voir Baskerville.
Baskerville est une police de caractères avec empattement dans le style Transition, dessinée en 1757 par John Baskerville à Birmingham en Angleterre et gravée dans le métal par le graveur John Handy. Baskerville est classée dans les polices de style « Transition », dont l’objectif était de raffiner ce qui est appelé de nos jours les polices « Old Style » de cette période, particulièrement celles de son plus éminent contemporain, William Caslon.
Comparativement aux styles de police plus archaïques alors populaires en Angleterre, Baskerville a accru le contraste entre les pleins et déliés, rendu les empattements plus affutés et effilés, et a effectué une rotation de l’axe des lettres arrondies dans une position plus verticale. Les traits arrondis ont une forme plus circulaire, et les caractères deviennent plus réguliers.
Ces modifications ont créé une plus grande cohérence de taille et de forme, influencé en cela par la calligraphie que Baskerville avait appris étant jeune. La police Baskerville reste très populaire dans l’édition de livres et il en existe de multiples répliques, qui ajoutent diverses variantes comme les caractères gras qui n’existaient pas à l’époque de Baskerville.

Exemple de glyphes en caractères Baskerville.

## Libre Baskerville
Libre Baskerville est une police de caractères web optimisée pour le corps du texte (typiquement 16px). Elle est basée sur la police originale Baskerville de 1941, mais elle a une hauteur plus élevée, des empattements plus larges et un peu moins de contraste, ce qui lui permet de bien fonctionner pour la lecture à l’écran. Cette police de caractères est libre de droit et téléchargeable gratuitement sur Google Fonts.